# Río Térek
El río Térek (en ruso: Терек, romanizado: Térek; en georgiano: თერგი, Tergi; en ingusetio: Тийрк Tiyrk; en cabardo: Тэрч Térch; en kumyko: Терек-сув; en osetio: Терк; en avar: Терек, Térek; en checheno: Теркa, Terka) es uno de los principales ríos del norte del Cáucaso. Nace en un glaciar en la montaña del monte Kazbek, en Georgia, discurriendo hacia el norte por el territorio de Rusia, atravesando las repúblicas constituyentes de Osetia del Norte-Alania, y girando luego hacia el este, por Daguestán; Chechenia y desembocando finalmente en el mar Caspio, donde forma un gran delta de más de 100 km². Las ciudades más importantes a lo largo de su curso son Vladikavkaz, Mozdok y Kizlyar. La capital de Jazaria (véase jázaros), Samandar, se encontraba, probablemente, en las márgenes del río.

## Historia
El río Térek fue el lugar donde el ejército de Hulagu, kan del Ilkanato, fue derrotado por las tropas de Berke, kan de la Horda de Oro, acaudilladas por su sobrino Nogai Kan, en la primera guerra civil del Imperio mongol, la guerra de Berke-Hulagu, en 1262.
También en las orillas del río, tuvo lugar la batalla del río Térek en la que Tamerlán, soberano del Imperio timúrida, derrotó a Toqtamish, monarca de la Horda de Oro, el 15 de abril de 1395.
Los primeros indicios de asentamientos eslavos a orillas del río Térek se dieron en 1520, cuando el Principado de Riazán fue anexionado por el gran duque Basilio III de Moscú y un gran grupo marchó y se asentó en el puerto natural del río Térek, que en aquella época estaba prácticamente deshabitado. En 1577, una hueste de cosacos libres se unió a ese primer grupo y se asentó a orillas del río Térek, dando lugar a la hueste de los cosacos del Térek.
En 1820 el Imperio ruso creó una unidad administrativa denominada óblast del Térek, formada principalmente por integrantes de una de las once comunidades cosacas del Imperio ruso, los cosacos del Térek, con capital en Vladikavkaz.

## Afluentes
Los principales afluentes del río Térek son los ríos Sunzha (Сунжа, de 278 km de longitud) por la orilla derecha, y Malka (Малка, de 210 km) y Ardón por la orilla izquierda.